# Fino in fondo
(Dal ritornello della canzone.)
Fino in fondo è un singolo del 2011 interpretato dal cantautore italiano Luca Barbarossa in duetto con Raquel del Rosario. Il brano è uno degli inediti contenuti nella raccolta Barbarossa Social Club, ed è stato presentato per la prima volta al Festival di Sanremo 2011.

## Storia
Barbarossa ha concepito questa canzone fin dall'inizio come un duetto. L'artista aveva conosciuto la collega spagnola Raquel del Rosario grazie a suo marito, Fernando Alonso, con cui Barbarossa ha giocato una Partita del cuore. La cantante ha inizialmente curato la versione in lingua spagnola del brano, per il mercato iberico e sudamericano, manifestando successivamente l'intenzione di interpretare il pezzo anche in italiano, tanto da portarlo in gara al Festival di Sanremo.

### Festival di Sanremo 2011
La canzone è stata uno dei 14 brani in gara nell'edizione 2011 del Festival. Ha esordito sul palco del Teatro Ariston il 15 febbraio 2011, qualificandosi per la seconda serata. Nella seconda serata la canzone riesce a qualificarsi per la semifinale del Festival. Alla fine della serata del 18 febbraio (nella quale Luca Barbarossa e Raquel del Rosario sono stati accompagnati nell'esibizione da Neri Marcorè) è risultata essere fra le dieci canzoni qualificate alla serata finale del 19 febbraio. Nell'ultima serata il brano è arrivato all'8º posto nella classifica, senza riuscire ad entrare nel terzetto finale che si è giocato la vittoria della kermesse canora.

## Testo e musica
Il brano, dall'andamento romantico (come nello stile di Luca Barbarossa), è stato scritto da Barbarossa stesso, ed arrangiato dal maestro Fio Zanotti (che fu direttore dell'orchestra per quella canzone a Sanremo). Il testo, definito dall'autore «molto sensuale», parla del bisogno di un uomo e di una donna di isolarsi per ritrovare un rapporto che li renda autosufficienti. È «un incontro tra due persone, fatto di sguardi, sensualità, intimità, in un mondo che non porta a questo».

## Tracce
1. Fino in fondo (featuring Raquel Del Rosario) - 4:10

## Classifiche
| Classifica (2011) | Posizione massima |
| ----------------- | ----------------- |
| Italia            | 6                 |